# مبادله (فیلم ۲۰۱۲)
مبادله (عبری: ההתחלפות) فیلم درام اسرائیلی به کارگردانی اران کولیرین است که در سال ۲۰۱۱ منتشر شد. این فیلم در بخش مسابقه شصت و هشتمین جشنواره فیلم ونیز در سپتامبر ۲۰۱۱ به نمایش درآمد.